# Дова, Димитра
Димитра Дова (греч. Δήμητρα Ντόβα; род. 2 июля 1974, Афины) — греческая легкоатлетка, специалистка по бегу на короткие дистанции. Выступала на профессиональном уровне в 2001—2008 годах, чемпионка Средиземноморских игр, чемпионка Балкан, многократная чемпионка Греции на дистанциях 200 и 400 метров, участница двух летних Олимпийских игр.

## Биография
Димитра Дова родилась 2 июля 1974 года в Афинах, Греция.
На чемпионате Греции 2001 года в Афинах выиграла бронзовую медаль в беге на 400 метров. С этого момента постоянно входила в состав греческой сборной и регулярно принимала участие в различных международных стартах.
В 2002 году бежала эстафету 4×400 метров на чемпионате Европы в Мюнхене, в финале вместе с соотечественницами заняла последнее восьмое место.
Благодаря череде успешных выступлений в 2004 году удостоилась права защищать честь страны на домашних летних Олимпийских играх в Афинах — в программе эстафеты 4×100 метров благополучно преодолела предварительный квалификационный этап, а в решающем забеге показала восьмой результат.
В 2005 году в дисциплине 400 метров одержала победу на чемпионате Греции в Афинах, с личным рекордом 51,89 финишировала третьей на Кубке Европы во Флоренции, превзошла всех соперниц на Средиземноморских играх в Альмерии, выступила на чемпионате мира в Хельсинки.
В 2006 году бежала 400 метров на чемпионате Европы в Гётеборге, в эстафете 4×400 метров стала седьмой на Кубке мира в Афинах.
В 2007 году отметилась победой в 400-метровой дисциплине на чемпионате Балкан в Софии.
Принимала участие в Олимпийских играх 2008 года в Пекине — на предварительном квалификационном этапе 400 метров показала время 52,69, чего оказалось недостаточно для попадания в полуфинальную стадию. После пекинской Олимпиады завершила спортивную карьеру.